# Dolmen di Chianca

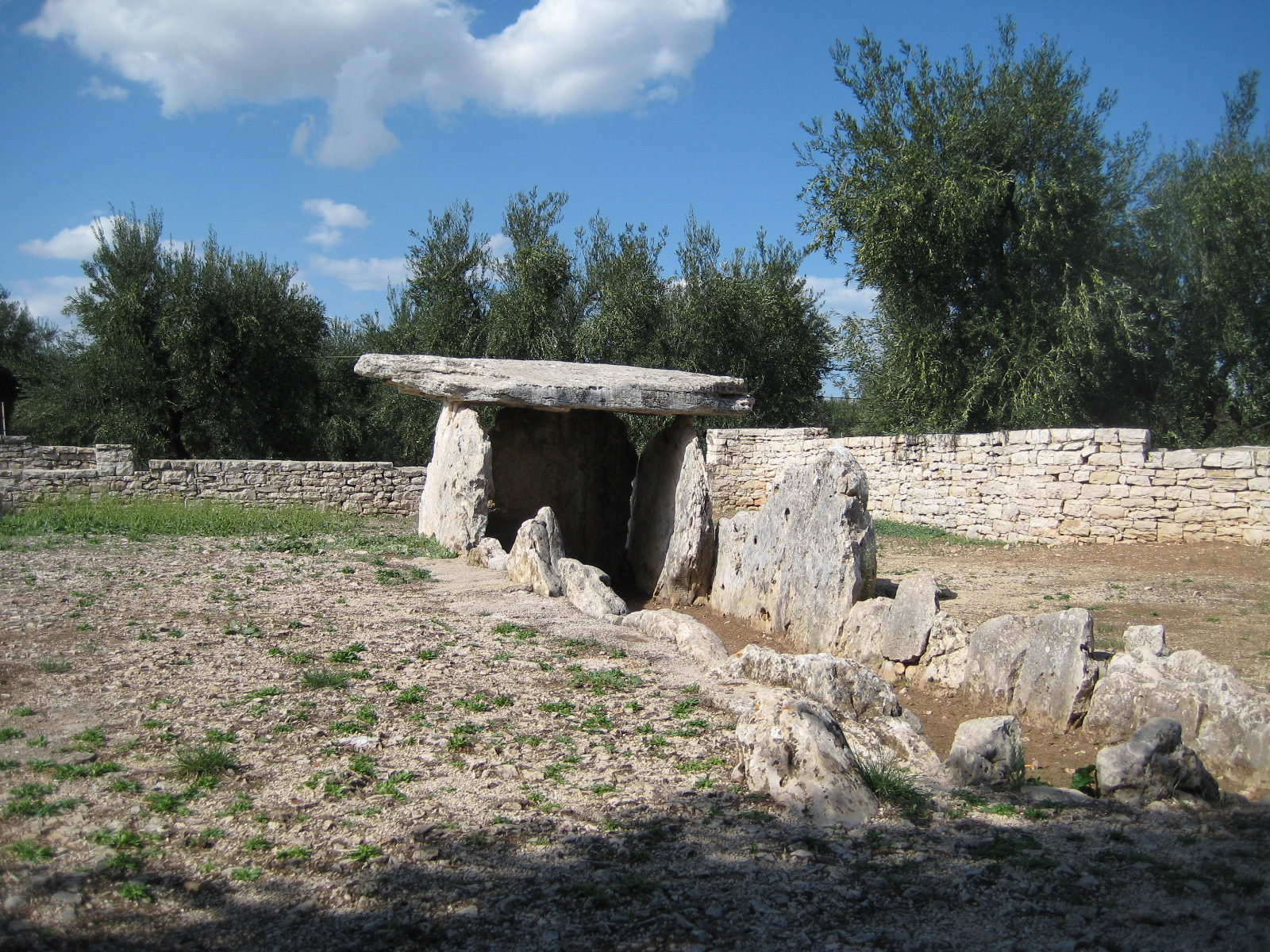
Dolmen di Chianca

Der 1909 von den Archäologen Angelo Mosso und Francesco Samarelli entdeckte und 1910 untersuchte Dolmen di Chianca (auch dell Chianca) bei Bisceglie in Apulien ist eine der besser erhaltenen Megalithanlagen auf dem italienischen Festland. Die apulischen Großsteingräber sind Gangdolmen in elliptischen Steinhügeln und stammen aus der italienischen Spätbronzezeit, zwischen 2300 und 1750 v. Chr. 
Der etwa 10,0 m lange West-Ost orientierte Dolmen gehört zur Bari-Taranto-Gruppe und besteht aus einer viereckigen Kammer mit einer Höhe von 1,8 m, die durch drei seitliche vertikale Kalksteinplatten und einen großen überkragenden Deckstein von 3,8 × 2,4 m gebildet wird. 
Die Kammer setzt sich übergangslos in einem 7,5 m langen Gang fort, der allseits von sieben Steinplatten begrenzt ist. Die Steine sind offensichtlich abgebrochen (worden). Eine Zugangslücke liegt an der Seite. Es gibt bei dieser Dolmengruppe ansonsten Anzeichen für Seelenlochzugänge. Es fanden sich keine Reste des Steinhügels.
In der Kammer fanden sich verbrannte Tierknochen, vielleicht Überreste von Opfern, sowie zerscherbte Keramik und menschliche Skelette. 
Der Dolmen di Chianca wurde im Jahre 2007 auf einer 0,60-€-Briefmarke der italienischen Post abgebildet. In der Gegend von Bisceglie sind auch die Dolmen von Albarosa, Frisari und dei Paladine zu finden.